# Samuel W. Dana
Samuel Wittlesey Dana, född 13 februari 1760, död 21 juli 1830, var en amerikansk jurist och politiker från Middletown, Connecticut. Han representerade Connecticut i både USA:s representanthus och USA:s senat.

## Tidigt liv
Samuel W. Dana föddes i Wallingford, Connecticut. Han tog examen från Yale College 1775. Därefter studerade han juridik, antogs till advokatsamfundet 1778, och praktiserade i Middletown, Connecticut.

## Politisk karriär
Dana var ledamot av Connecticuts parlament från 1789 to 1796. Sedan valdes han till USA:s representanthus för att fylla vakansen efter Uriah Tracy när denne avgick. Han tjänstgjorde i representanthuset från den 3 januari 1797 till den 10 maj 1810. Där var han ordförande för representanthusets valutskott och var en av dem som utnämndes till att sköta riksrättegången mot William Blount, en senator från Tennessee.
Dana valdes till USA:s senat för Federalisterna 1810 för att fylla vakansen som hade uppstått sedan James Hillhouse hade avgått. Han blev omvald 1814 och tjänstgjorde från den 4 december 1810 till den 3 mars 1821.

## Senare år
Efter tiden som senator var han borgmästare i Middletown från 1822 till sin död 1830. Han var också ordförande i domstolen Middlesex County Court från 1825 till sin död. Han begravdes på Washington Street Cemetery.